# Rugosité

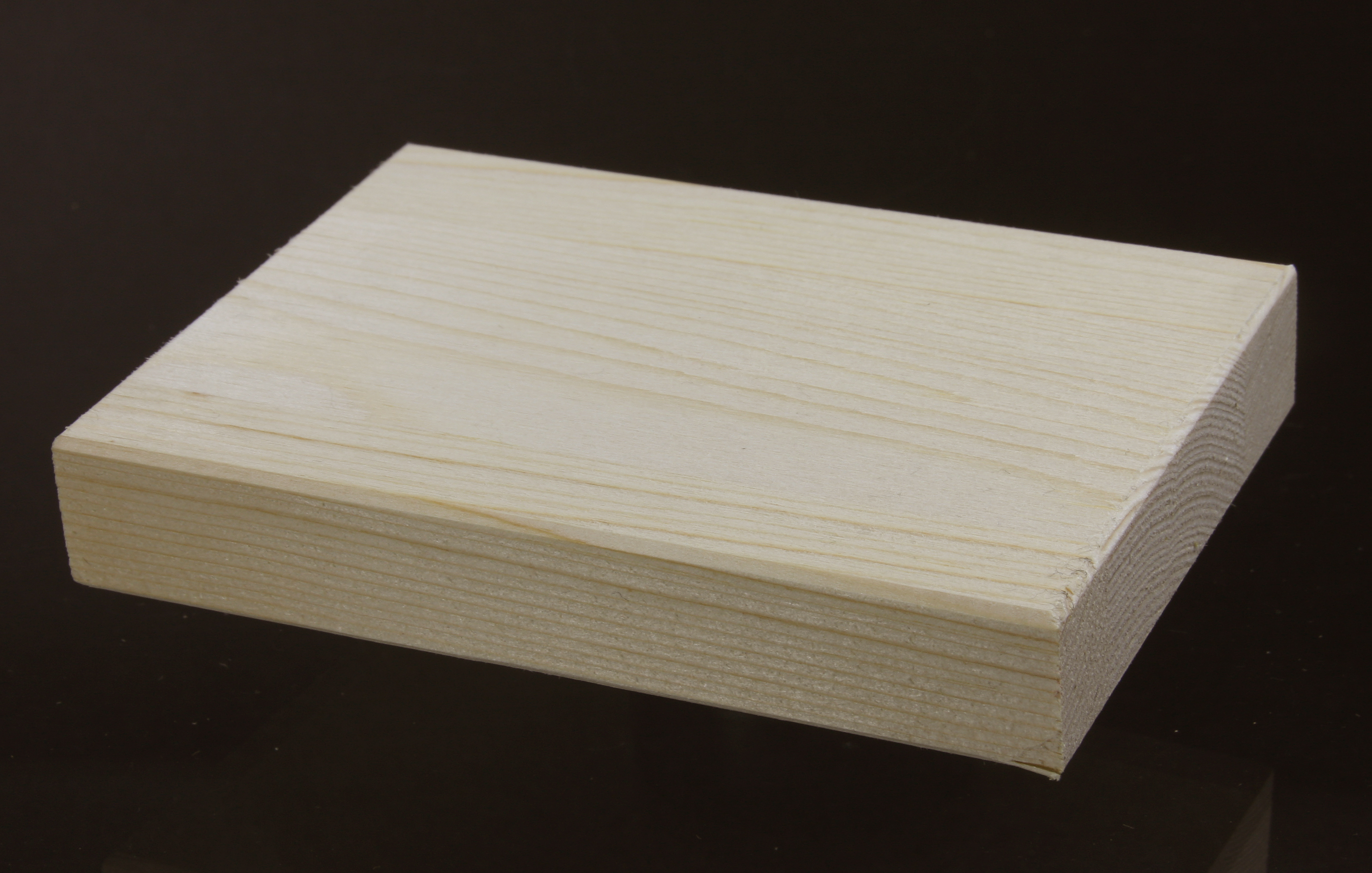
Une planche en bois. Sa rugosité diffère selon les faces.

La rugosité est une caractéristique de l’état de surface d'un matériau solide. Le mot comporte différentes acceptions techniques ; dans les sciences de l'ingénieur (hydraulique, génie civil), la rugosité indique comment ce matériau interagit avec un fluide en écoulement avec lequel il est en contact.

## En géomorphologie
En géomorphologie (mais aussi géographie, météorologie, écologie du paysage...), la rugosité :
- du paysage, son « grain » (irrégularité de planéité) a un impact important sur les vents (atténuation de la force du vent dans les basses couches de l'atmosphère), les turbulences et, indirectement, sur les envols ou dépôts de poussières, la température, l'évaporation, le mélange de la partie basse de la colonne d'air (de la hauteur des pots d'échappement à la hauteur où sont émis les panaches de cheminées d'usine ou de chaudières urbaines par exemple), la régularité du vent (important pour les installations d'éoliennes ou de fermes éoliennes), etc.

Kalnay et Cai dans la revue Nature avaient en 2003 posé l'hypothèse que les arbres freinaient significativement le vent. En effet, en forêt tropicale dense, hormis lors des tempêtes, les effets du vent sont quasiment imperceptibles depuis le sol. La plupart des arbres n'y produisent leurs puissants contreforts que quand ils émergent au niveau de la canopée où ils sont alors exposés à un éventuel déracinement par le vent. 
On a récemment réanalysé les données météorologiques de mesure des vents de surface (jusqu'à 10 mètres de hauteur) qui confirment dans l’hémisphère nord une tendance au ralentissement ; il semble que les forêts puissent, dans une certaine mesure, freiner le vent alors que la désertification l'exacerbe. Là où la forêt a regagné du terrain, la force du vent a diminué (de 5 à 15 %), et ce, de manière d'autant plus visible que le vent est fort. Les vents géostrophiques (induits par les variations de pression atmosphérique) n'ont pas diminué, et les aéroradiosondes ne montrent pas de tendance au ralentissement en altitude. Le bocage est une structure écopaysagère qui modifie également les effets du vent en créant des microclimats atténuant le vent, mais aussi les chocs thermohygrométriques et l'érosion des sols.
- du sol, du terrain, influence les écoulements d'eau qui s'y produisent.

## En tribologie
En tribologie, c'est une profondeur caractéristique des stries sillonnant la surface, notée Ra et exprimée en μm ; dans le domaine industriel, la rugosité peut être améliorée par les procédés de polissage ou de tribofinition ; ces procédés utilisent des médias abrasifs ainsi que des équipements tels que vibrateurs ou centrifugeuses satellitaires.

## En hydraulique
En hydraulique, c'est :
- une longueur caractéristique ε (exprimée elle aussi en μm) intervenant dans l'équation de Colebrook qui caractérise les pertes de charge linéaires dans un écoulement aussi bien en charge qu'à surface libre.
- un nombre sans dimension intervenant dans l’Équation de Hazen-Williams qui caractérise les pertes de charge linéaires
- le coefficient K intervenant dans la formule de Manning-Strickler qui donne l'expression de la vitesse moyenne en régime uniforme, par exemple dans un tronçon de rivière, dont le lit est de pente connue, et pour un rayon hydraulique donné.

## En mécanique des fluides
La rugosité est un facteur important en mécanique des fluides, au même titre que la turbulence de l'écoulement (ces deux facteurs pouvant avoir des effets assez proches). En mécanique des fluides, la rugosité relative d'une surface est définie comme le quotient de la rugosité absolue sur la longueur de l'écoulement (par exemple la longueur du corps). La rugosité absolue d'une surface, quant à elle, est prise comme la hauteur moyenne de ses aspérités, mesurée depuis le fond d’un creux jusqu’au sommet d’un pic (comme on mesure la hauteur des vagues, ce que les marins appellent le "creux").
Voici un tableau des rugosités absolues d'un certain nombre de surfaces type (tiré de James Barrowman) :
| Surface                         | Rugosité (microns) |
| ------------------------------- | ------------------ |
| Poli « miroir »                 | 0                  |
| Verre courant                   | 0,1                |
| Surfaces polies                 | 0,5                |
| Tôle d’aviation                 | 2                  |
| Excellente peinture au pistolet | 5                  |
| Planche de bois rabotée         | 15                 |
| Peinture aéronautique de série  | 20                 |
| Acier galvanisé nu              | 50                 |
| Ciment bien lissé               | 50                 |
| Revêtement asphalté             | 100                |
| Tôle galvanisée au bain         | 150                |
| Avion mal peint au pistolet     | 200                |
| Surface de fonte d'acier        | 250                |
| Planche de bois brut            | 500                |
| Surface de béton moyenne        | 1000               |

En mécanique des fluides, la rugosité est habituellement cause d'un surcroît de traînée (voir l'article couche limite), mais, dans certains cas particuliers, elle peut aussi diminuer cette traînée (ce qui est tout à fait contre-intuitif). C'est ce qui arrive lors de la fameuse crise de traînée de la sphère ou du cylindre (ou, plus généralement, de tous les corps profilés), à un certain nombre de Reynolds.

## Rugosité de la mer
C'est un paramètre important pour la navigation et la modélisation des courants marins et des vents marins (et donc le potentiel éolien offshore).
Comme l'ont montré C. Cox et W. Munk dès 1954, ce paramètre peut être mesuré par l'observation des reflets « paillettes » du soleil levant ou couchant sur l'eau , aujourd’hui à partir de l'imagerie satellitale si on le souhaite.

## Papiers
La rugosité des papiers et cartons s'évalue par exploration avec un stylet ou par le débit d'air qui passe entre un anneau plat et la feuille dans des conditions normalisées. Dans ce contexte, le lissé est l'inverse de la rugosité. La méthode du débit d'air ne s'applique qu'aux papiers plats, que l'air ne traverse pas, et sur lesquels l'appareil d'essai ne laisse pas de marque.
Dans le domaine artistique, le grain du papier désigne principalement sa rugosité, indissociable de son aspect. Ce classement pratique se fonde sur la réponse du papier à l'instrument, qu'il dépose une poudre comme le crayon ou le pastel, ou des particules de pigment en suspension comme l'aquarelle.